# Peter Theodor Holst
Peter Theodor Holst, född 7 december 1843 i Trondheim, död 9 januari 1908 i Gjøvik, var en norsk militär och politiker.
Holst, som blev officer 1863, representerade 1886–91 Nordre Trondhjems amt på Stortinget, där han tillhörde Venstres radikala falang. Under tiden 6 mars 1891 till den 2 maj 1893 var han medlem av Johannes Steens första ministerium. Kort efter sitt utträde utnämndes han till överstelöjtnant i kavalleriet, 1899 till generalmajor. Åren 1895–97 och 1898–1900 var han åter stortingsman, och då Steen den 17 februari 1898 bildade sitt andra ministerium, inträdde han i detta. Då han den 6 november 1900 utträdde, utnämndes han till amtman i Kristiania amt. Han har stora förtjänster av Norges lantbruk och kommunikationsväsen.